# Philemon buceroides
El filemón de yelmo (Philemon buceroides) es una especie de ave paseriforme de la familia Meliphagidae propia de Australia y las islas menores de la Sonda.

## Distribución y hábitat
Se encuentra en las islas menores de la Sonda y el norte de Australia. Sus hábitats naturales son los bosques húmedos tropicales de tierras bajas y los manglares tropicales.

## Taxonomía
Fue descrito científicamente en 1838 por el ornitólogo inglés William Swainson. Anteriormente se consideraba conespecífico del filemón de Nueva Guinea y el filemón del cabo York, pero ahora se clasifican como especies separadas.
En la actualidad se reconocen las siguientes subespecies:
- P. b. neglectus – se extiende por las islas menores de la Sonda occidentales y centrales;
- P. b. buceroides – ocupa las islas menores de las Sonda orientales;
- P. b. gordoni – se encuentra en el extremo norte de Australia y la isla Melville;
- P. b. ammitophilus – ocupa el norte de Australia interior.